# Marian Niżyński
Marian Ludwik Niżyński (ur. 29 stycznia 1910 w Krakowie, zm. 10 kwietnia 1943 tamże) – poeta, dramaturg, malarz, grafik.

## Życiorys
W 1928 roku ukończył IV gimnazjum krakowskie. W latach 1928–1932 studiował na Akademii Sztuk Pięknych w Krakowie. Był uczniem Wojciecha Weissa. Malował obrazy olejne, portrety, pejzaże, uprawiał też litografię i drzeworyt.
W czasie studiów związał się z Akademickim Kołem Miłośników Dramatu Klasycznego działającym na Uniwersytecie Jagiellońskim. Jako poeta debiutował w 1929 roku na łamach „Kuriera Literacko-Naukowego”, gdzie publikował wiersze używając pseudonimu M. Strum oraz M. Strumiłowski. Opublikował dwa tomy wierszy Opowieść o dzwonniku z portu Jaffa i Szkice.
W 1930 r. założył w Krakowie eksperymentalny teatr „Studio 30”, w którym przygotowywał premierę własnej sztuki Dolmino, uznanej przez cenzurę za szkodliwą. W takiej sytuacji teatr zamknięto.
W 1932 r. zamieszkał w Warszawie, gdzie zatrudniony został jako nauczyciel rysunków w Gimnazjum im. Władysława IV w Warszawie. W 1933 r. powołany został do odbycia służby wojskowej. Od 1935 r. pracował w Bibliotece Polskiej Akademii Literatury. W latach 1937–39 współpracował z warszawskim pismem „Myśl Polska”.
Pod koniec 1939 r. wrócił do Krakowa, gdzie utrzymywał się z działalności malarskiej. W latach 1940–43 napisał utwory sceniczne Spinka, Desant, Jeden taki na szczudłach oraz powieść autobiograficzną Podszepty św. Zofii.
Najbardziej znaną jego sztuką sceniczną jest Kawaler księżycowy – muzyczna komedia o Panu Twardowskim, która napisana została na zamówienie Krakowskiej Konfraterni Teatralnej kierowanej przez Tadeusza Kudlińskiego. W sztuce tej jedną z ról odgrywał m.in. Karol Wojtyła.
Zginął w tragicznym wypadku, przejechany przez niemiecki samochód, 10 kwietnia 1943 r. Pochowany jest na krakowskim cmentarzu na Salwatorze (kwatera SC11-B-18).

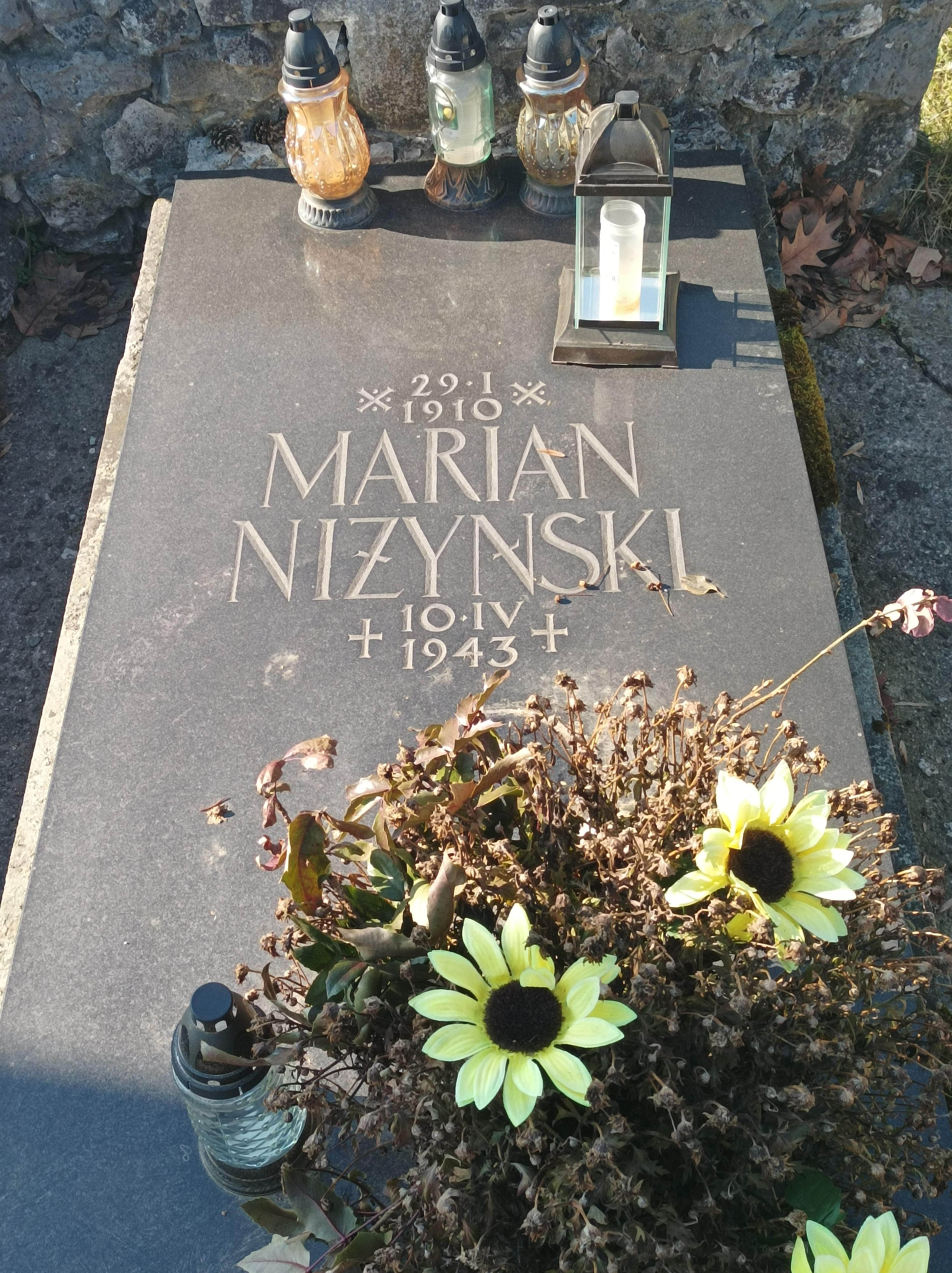
Grób Mariana Niżyńskiego na cmentarzu Salwatorskim